# Sapna (Chorwacja)
Sapna – wieś w Chorwacji, w żupanii pożedzko-slawońskiej, w gminie Čaglin. W 2011 roku liczyła 77 mieszkańców.